# Перифитон
Перифитон је група малих биљних и животињских организама, који су епифитно повезани са крупнијим организмима и предметима уроњеним у воду. Веома су поуздани индикатори квалитета вода, нарочито брзотекућих. Како се код перифитона јављају врсте са различитим хемијским захтеве, тако да је и његов састав у различитим водама различит.

## Општа разматрања
У води живе и биљке и животиње. Заједницу живих бића која живи на неком делу или подручју зовемо биоценоза. Такве заједнице према начину живота деле се на:
- Неустон (површински организми).
- Перифитон (организми, који су епифитно повезани са крупнијим организмима и предметима уроњеним у воду).
- Планктон (слабо покретни лебдећи организми).
- Нектон (организми који живе у слободној води).
- Бентос (животињске заједнице везане за дно).

## Карактеристике перифитона
Овој група малих биљних и животињских организама чини заједницу водених организама који живе причвршћени на природним и вештачким подлогама потопљеним у води, или као пратеће слободно живеће форме организама и детритуса.Они припадају зооглеалним и филаментозним бактеријама, причвршћеним (сесилним) протозоама, ротаторијама и алгама, као и слободноживући организми везани за њих.

## Подела
Према терминологији
Према терминологији разликујемо еуперифитон и псеудоперифитон.
- Организми који живе причвршћени за подлогу помоћу различитих структура и чине непокретни део перифитона називају се еуперифитон,
- Слободно живеће - мобилне форме организама које се на различите начине крећу у или на перифитонском обрастају чине псеудоперифитон.

Према типу
У односу на тип супстрата на коме се развија овај организам, разликујемо неколико категорија перифитона,приказани на доњој табели:
| Супстрат             | Категорија перифитона |
| -------------------- | --------------------- |
| Акватичне биљке      | Епифитон              |
| Седимент, муљ, блато | Епипелон              |
| Дрво                 | Епиксилон             |
| Песак                | Еписмалон             |
| Камен                | Епилитон              |

## Морфолошка структура перифитона
У основи, перифитона је модификована форма планктона, 01:00 индивидуа алги може постојати као слободно пливајући организам или у форми која је причвршћена за супстрат, у зависности од животног циклуса, годишњег доба или типа станишта. Као и фитопланктон, перифитона је заступљен у готово свим типовима вода, почев од језера до океана и у готово свим трофичким нивоима од олиго до еутрофних. Морфологија перифитона је врло слична морфологији фитопланктона, али са додатним адаптацијама које перифитонским организмима обезбеђују да се причврсте за супстрат и прилагоде опстанку у зајдници перифитона.
Алге имају читав низ морфолошких адаптација уз помоћ којих се прилагођавају различитим типовима станишта и супстрата. Те морфолошке адаптације разликују се код различитих група алги и различити таксони имају специфичне механизме којима се прилагођавају седентарна начину живота. У том смислу, најчешће заступљене адаптације су: полисахаридни слузаве дршке посредством којих се алге учвршћују за супстрат, слузави омотачи, јастучасте групације филамента као и разне ризоидалне структуре.
Облик алги варира од једноставних, непокретних до покретних и врло сложених, које могу бити једноћелијске, колонијалне / ценобијалне и сложене вишећелијске структуре.
Непокретни облици
За непокретне облике карактеристично је да се за подлогу учвршћују посебно диференцираним ћелијама или слузавим / лепљивим омотачима.
Покретни облици
Покретни облици своју прокретљивост заснивају на различитим стратегијама: присуству слузавих омотача уз помоћ којих врше клизеце покрете (Cyanobacteria), присуству бичева (Chlorophyta, Chrysophyta, Cryptophyta, Dinophyta), псеудоподија (Chrysophyta – Chrysamoeba radians), разних пектинских супстанци (Chlorophyta – Spirogyra) и (Closterium).

## Одлубљивање и реколонизација
Одлубљивање
Аутогено одлубљивање је специфичан процес који карактерише фазу губитка биомасе, а настаје због пораста перифитонског обраста на супстрату алге. У близини самог супстрата алге одумиру због недостатка светлости, кисеоника или нутријената, услед чега се површински живи слој перифитона просто одлубљује. 
Степен одлубљивање зависи и од таксономске структуре заједнице - Петерсон и Грим 1992 су истакли да перифитонски обраштај у коме доминирају циајнобактерије опстаје дуже и достиже већу биомасу, док су у смислу подложности одумирању доњих слојева много подложнији обраштаји у којима доминирају силикатне алге. На процес одлубљивање значајно утичу разни видови поремаћаја хидролошког и хидродинамичког режима као што су таласи, бујичне кише, поплаве...
Реколонизација
Реколонизација је процесс који се одвија након одлубљивање и зависи од преостале биомасе и имиграционог капацитета организама из околног слоја воде - планктона.

## Значај
U мочварама, барама и других водама уобичајено је да се пронађу неке вискозне масе перифитона које формирају тепих на дну. Оне се понекад одломе и лебде попут желатинозних грудве која се гомилају у рукавцима и на другим местима, покренутим од старне ветра. Током суше, када је ниво воде мали, а земља се осуши или вода постане мутна, многе алге умиру и распадају се, производећи карактеристичан мирис. Накупљање овог материјала постаје веома изражено у плитким областима мочвара када њихова конзистентност делује непривлачно, па чак и ружно. На основу њиховог изгледа и мириса, овај материјал често се сматра врстом природног отпада, блата и мочваре, или неком врстом отпада насталог из мртвог биљног материје, и да је без великог значаја. Међутим овај материјал је под сталним истраживањем од стране научника (еколога), јер перифитон има важну улогу у воденим екосистемима јер:
- Уз фитопланктон и макрофитску вегетацију перифитон доприноси примарној продукцији, фиксацији азота и кружењу супстанце у екосистему.[3] За ова својства перифитона знао је још древни народ Маја и користио је њихово богатство хранљивим материјама за оплодњу вегетације на својим њивама.
- Перифитона је добар биоиндикатор јер врло брзо реагује на промене у хидрогеолошком режиму и квалитету воде.
- Алге у перифитону имају способност апсорпције вишка нутријената, тешких метала, пестицида и различитих токсичних супстанци из воде и њиховом апсорпцијом побољшавају квалитет воде.
- Значајно је и то да се различити типови вештачких супстрата користе за развијање перифитона у сврхе проучавања екологије заједнице, биомониторинга, биоремедијације, и у аквакултурама.
- Може послужити и као сировина у амбалажној индустрији. Наиме у комбинацији са земљиштем и рециклираним папиром перифитон може да послужи у произведе биоразградиве амбалаже, материјала који би могао да замени тешко разградиви амбалажни полиуретан.